# Eifionydd
Eifionydd [əiviˈɔnɨð] ist eine Region in Nordwest-Wales und liegt heute in Gwynedd. Sie ist der südöstliche Teil der Llŷn-Halbinsel bis nach Pwllheli und zum Afon Erch River bei Abererch als Grenze im Westen zu Llŷn.

## Allgemeines
Eifionydd war ein mittelalterliches Cantref, es deckte sich ungefähr mit dem Königreich Dunoding. Der Name leitet sich von Eifion, dem Sohn König Dunods und Enkel Cunedda Wledigs, dem Begründer der Königsdynastie von Gwynedd, her. Das Zentrum war Criccieth, früher war der Königssitz wahrscheinlich in Dolbenmaen. Zwar hat Eifionydd heute keine Bedeutung als politische Verwaltungseinheit mehr, allerdings ist der Name nach wie vor üblich für diese Region. Sie umfasst neben Abererch, Llangybi und Llanystumdwy noch weitere neun Ortschaften.
Der walisische Dichter Robert Williams Parry (1884–1956) beschreibt in seinem Gedicht Eifionydd den Kontrast zwischen ländlicher Idylle und dem städtischen Getriebe.

## Karte und Bildgalerie

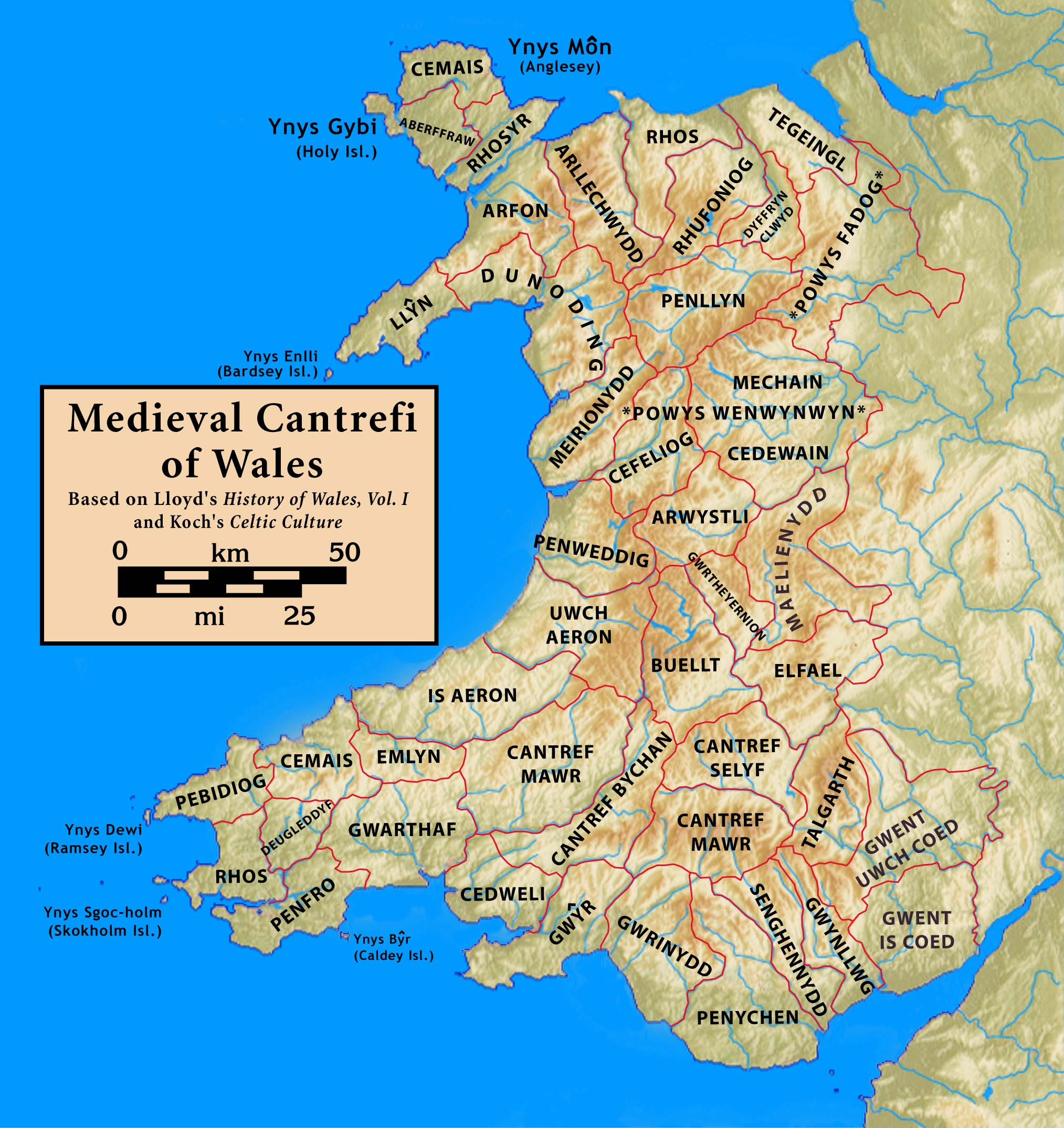
Cantrefi von Wales
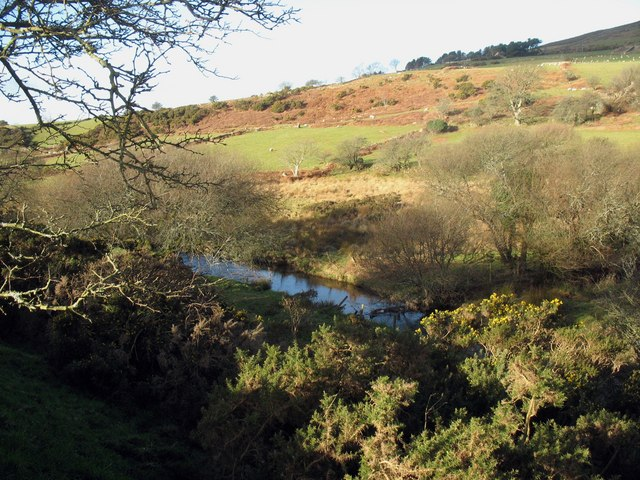
Afon Erch - Grenzfluss
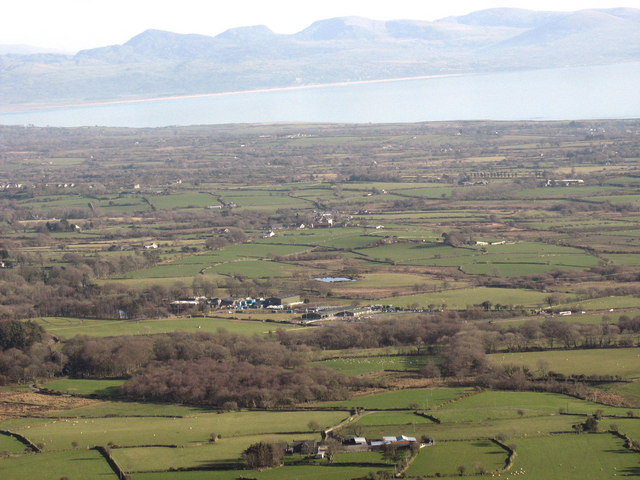
Blick über Eifionydd
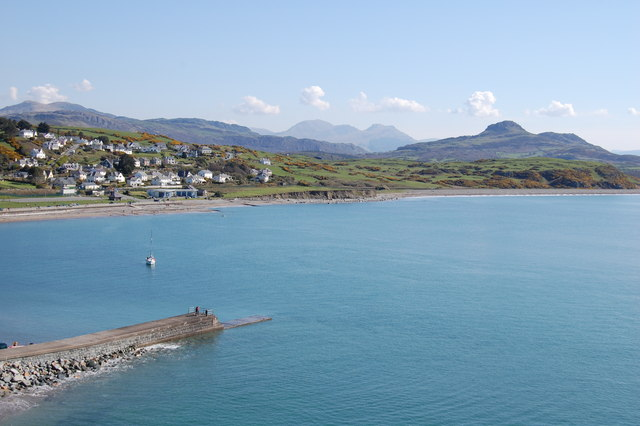
Criccieth

## Weblink
- Karte von Eifionydd